# Sarah J. Eddy

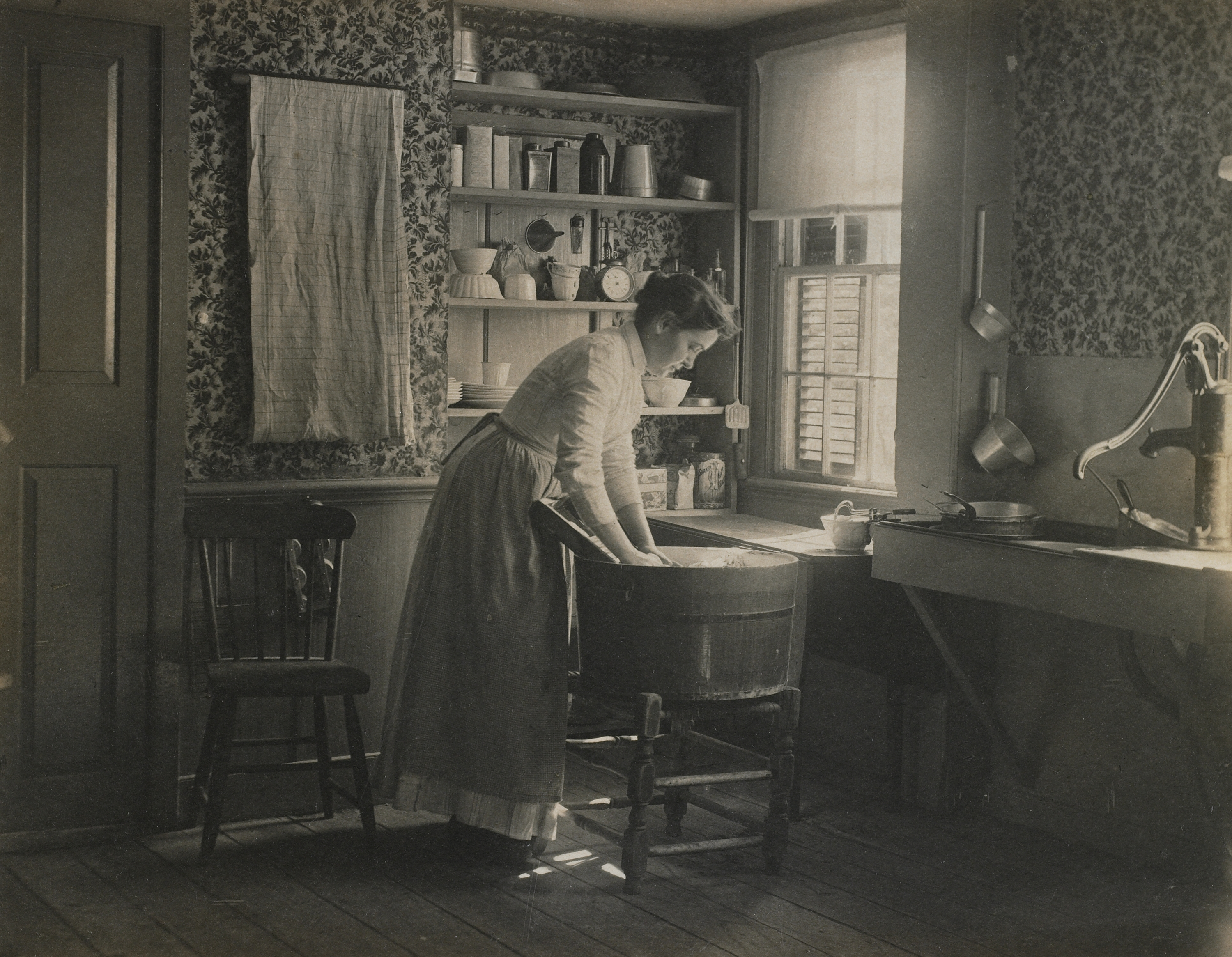
Sunny Kitchen

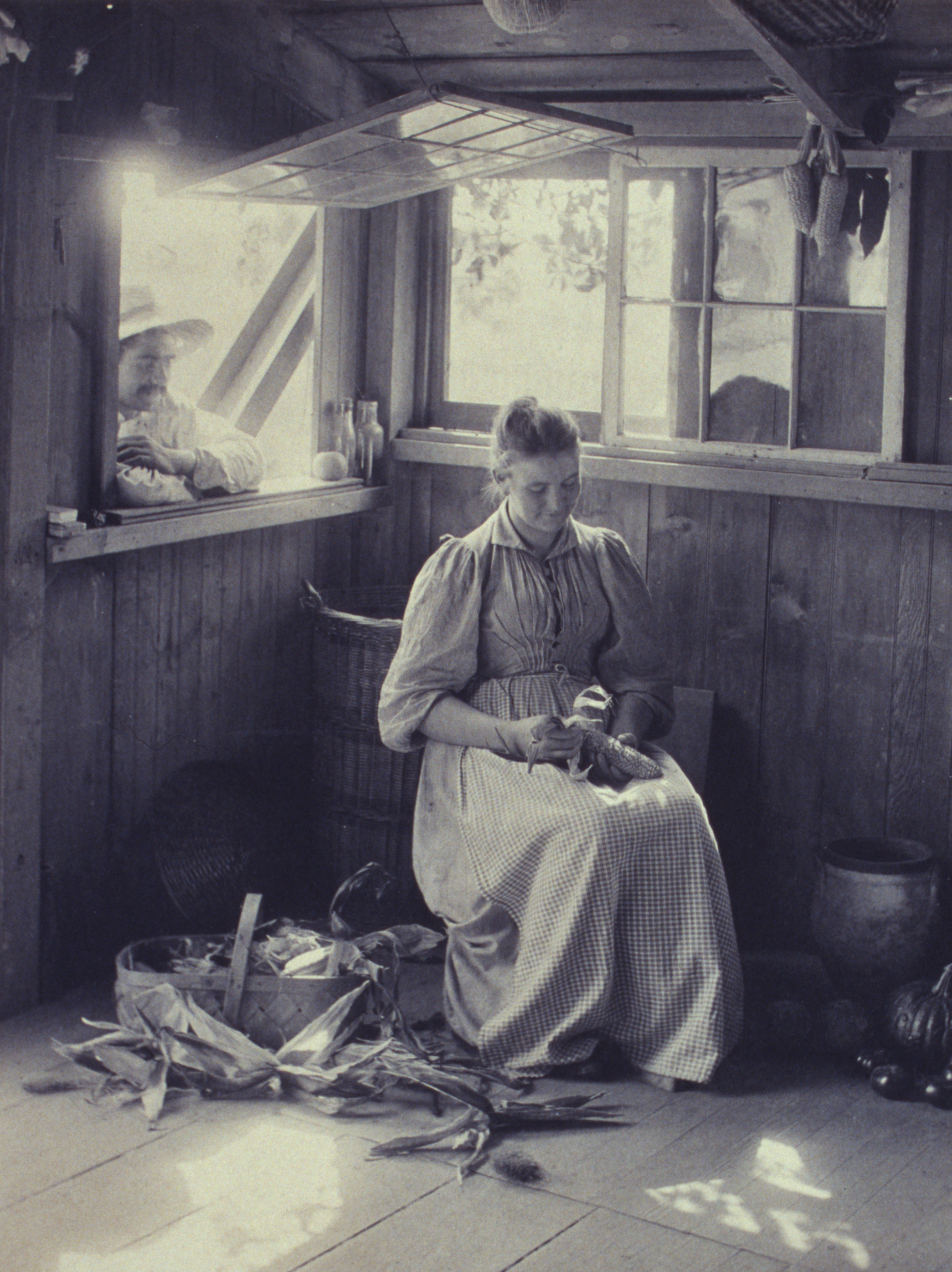
A welcome interruption, 1896

Sarah James Eddy (3. května 1851 Boston – 29. března 1945 Porthsmouth) byla americká umělkyně a fotografka, která se specializovala na proces platinotypyie, známý také jako platinotisky. Aktivně působila v oblasti zrušení otroctví, reforem a hnutí za volební právo žen a byla filantropkou i pomocnicí při zakládání společnosti Rhode Island Humane Society. V roce 2017 byla uvedena do síně slávy dědictví Rhode Island.

## Životopis
Eddy se narodila v Bostonu v Massachusetts Jamesi Eddymu, který pracoval jako malíř a rytec a Elise Eddy (rozené Jackson).:s.331 Její dědeček z matčiny strany byl abolicionista, Francis Jackson, a její strýc z matčiny strany byl politik z Massachusetts, William Jackson, který byl také proti otroctví. Z otcovy strany Eddy pochází z velké rodiny z Nové Anglie, která původně pocházela z Cranbrook v Kentu.
Eddy studovala malbu a sochařství na Pensylvánské akademii výtvarných umění a newyorské Lize studentů umění. Jedním z jejích učitelů byl Christian Schussele. Eddy začala vystavovat fotografie v roce 1890, téměř ve věku 40 let. Její nejdůležitější výstavy byly na Nové škole americké fotografie a výběr fotografek amerických žen na pařížské Světové výstavě v roce 1900.

## Kariéra

### Fotografie
Autorčiny fotografie se objevovaly na amerických a zahraničních výstavách přibližně do roku 1910. Dávala přednost fotografování žen, dětí a umělců a její fotografie byly zahrnuty na výstavách fotografických klubů v Providence a Hartfordu a byly často vystavovány v Boston Camera Club. Porota pro fotografické salony přijala její práci ve Filadelfii (1898), Pittsburghu (1899, 1900) a Washingtonu, D.C. (1896). V roce 1903 byly její fotografie zahrnuty do salonů v Chicagu, Clevelandu, Minneapolisu a Torontu.
V roce 1894 Eddy napsala a ilustrovala krátký článek „A Good Use for the Camera“ pro Americký ročník fotografie. V článku Eddy došla k závěru, že její osobní interakce s fotografickými subjekty byla stejně obohacující jako hotové snímky. Píše: „Vstupujeme do soucitných vztahů s lidmi, kteří nám poskytují obrazy. Jsme jim vděční a oni jsou velmi vděční nám. Setkáváme se na společné půdě.„ American Annual of Photography publikoval její obrazové ilustrace v letech 1895 a 1902.

### Malba
V roce 1883 namalovala Eddy portrét afroamerického sociálního reformátora Fredericka Douglasse. Na portrétu má Douglass taktovku, která symbolizuje jeho autoritu během jeho působení ve funkci maršála District of Columbia. Douglass se nechal portrétovat dvakrát v létě roku 1883. Eddy také namalovala portrét Susan B. Anthonyové, jejíž kopie byla věnována Bryn Mawr College v roce 1920.

## Aktivismus a filantropie

### Abolicionismus a sufražetky
Matka Sarah a další členové rodiny byli aktivní v hnutích proti otroctví a zastánci sufražetek.:s.522 Samotná Eddy byla členkou National American Woman Suffrage Association (NAWSA).

### Dobré životní podmínky zvířat
Jako aktivistka v oblasti dobrých životních podmínek pro zvířata a vegetariánů založila Eddy Asociaci humánního vzdělávání na Rhode Islandu. V letech 1899–1938 napsala nebo sestavila pět dětských knih o zvířatech a jejich péči, které obsahovaly fotografie jejích vlastních kočkovitých šelem.
Financovala americké vydání knihy z roku 1894 Animals' Rights, kterou napsal Henry Stephens Salt.

## Osobní život
Eddy, která se nikdy nevdala, zemřela ve svém domě v Bristolu Ferry v Portsmouthu na ostrově Rhode Island dne 29. března 1945 ve věku devadesáti tří let. Byla pohřbena na Severním pohřebišti v Providence na Rhode Islandu.

## Galerie

### Knihovna Kongresu

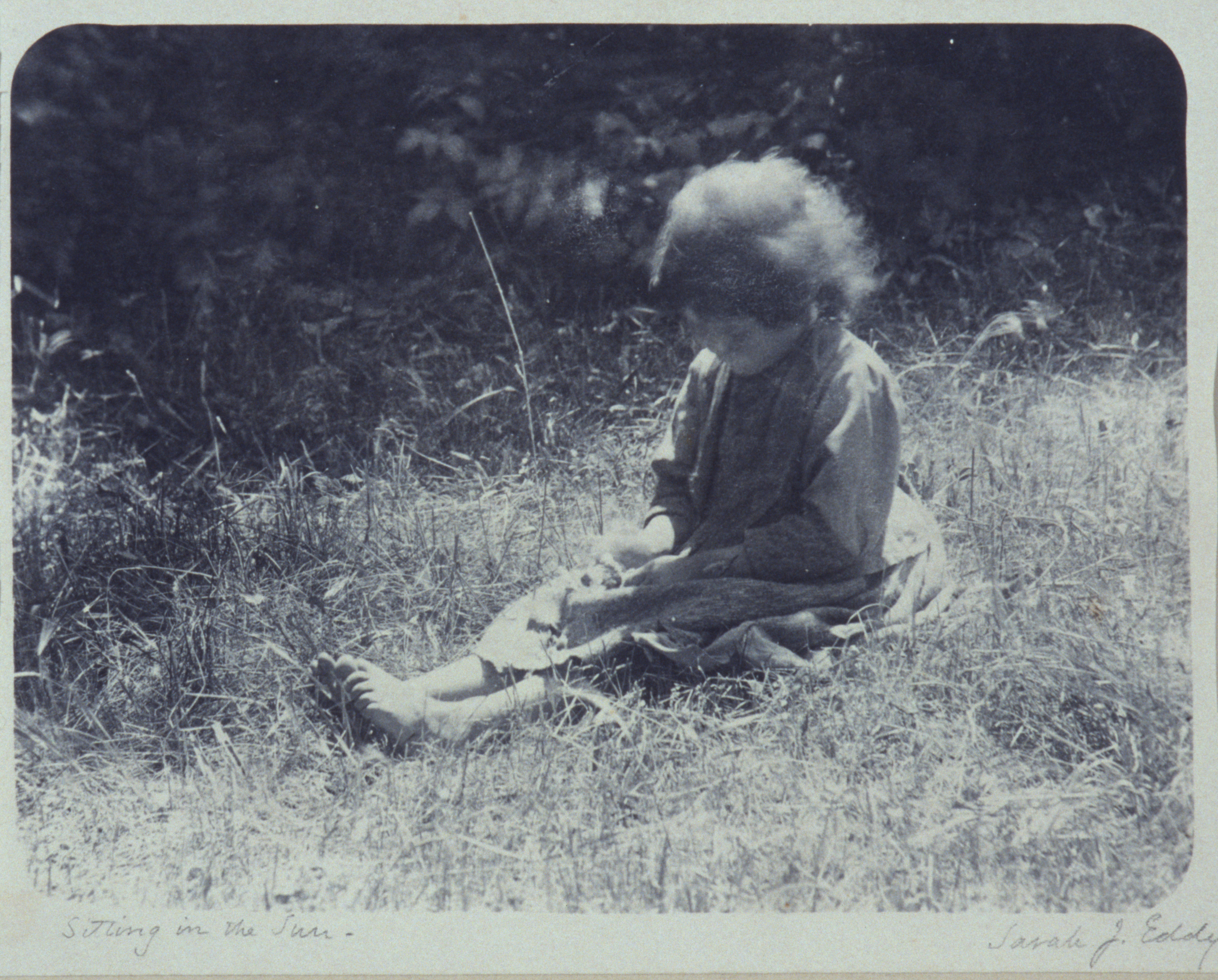
Sitting in the sun (1893)
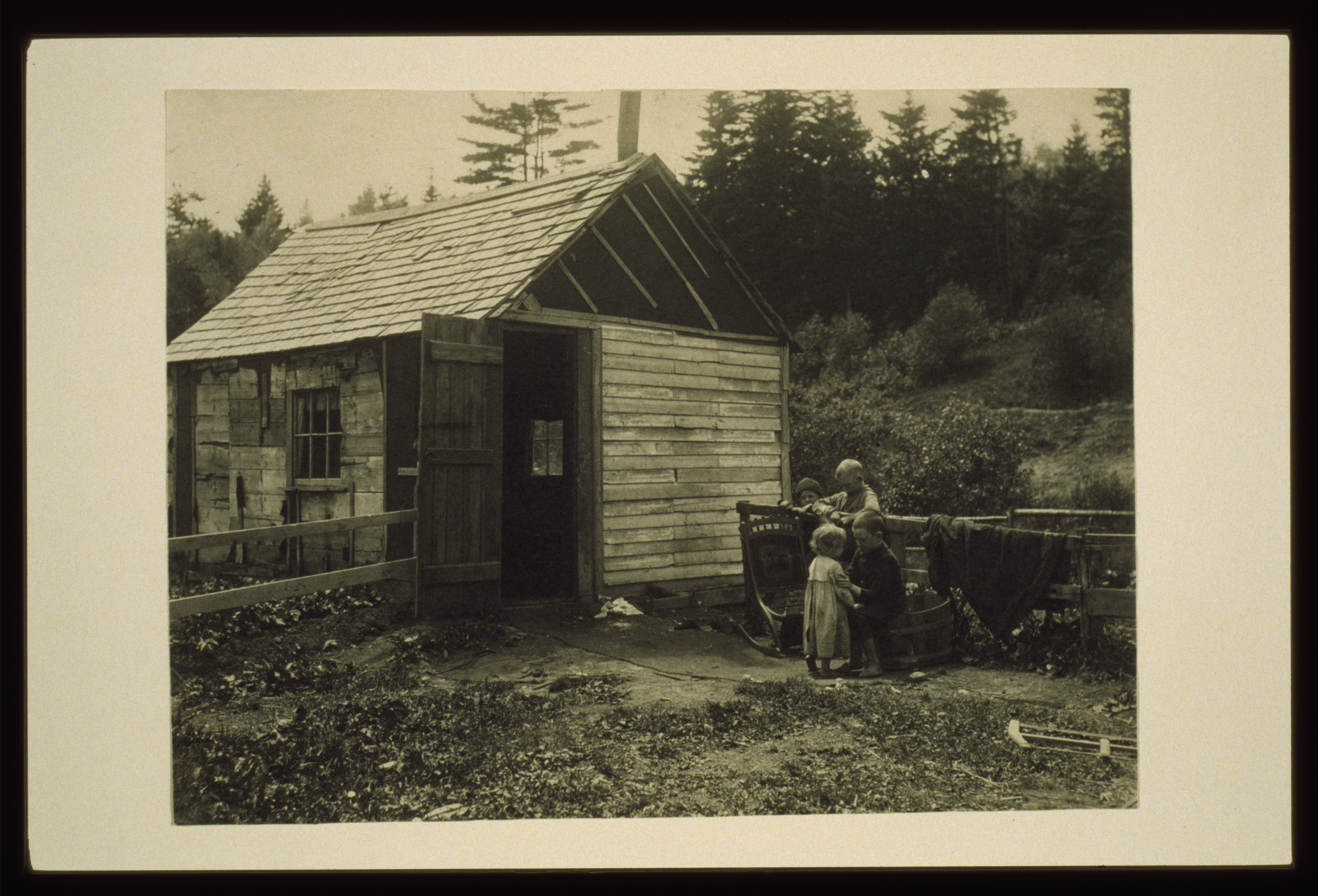
The fishermans home (1893)
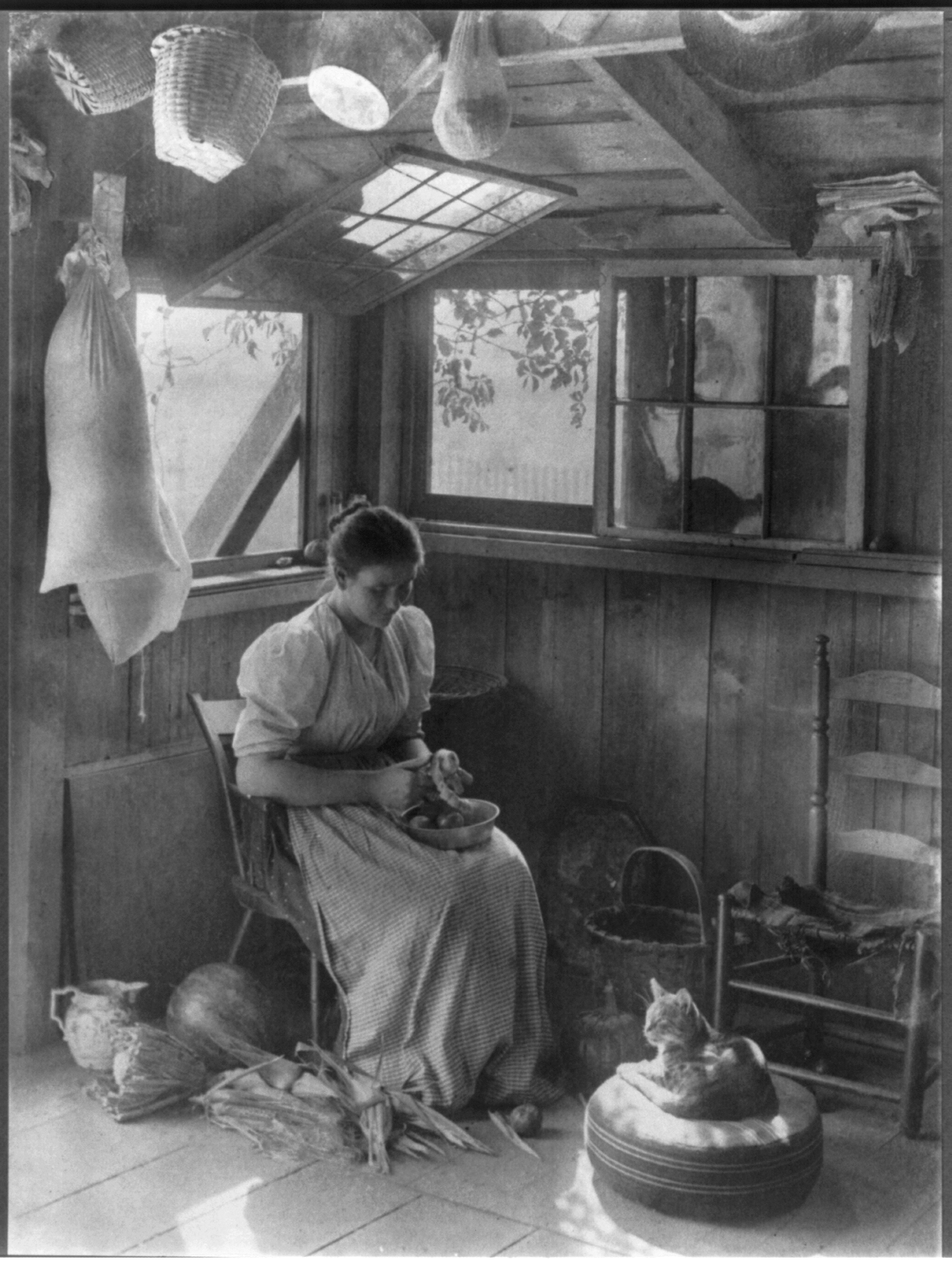
Contentment (1896)
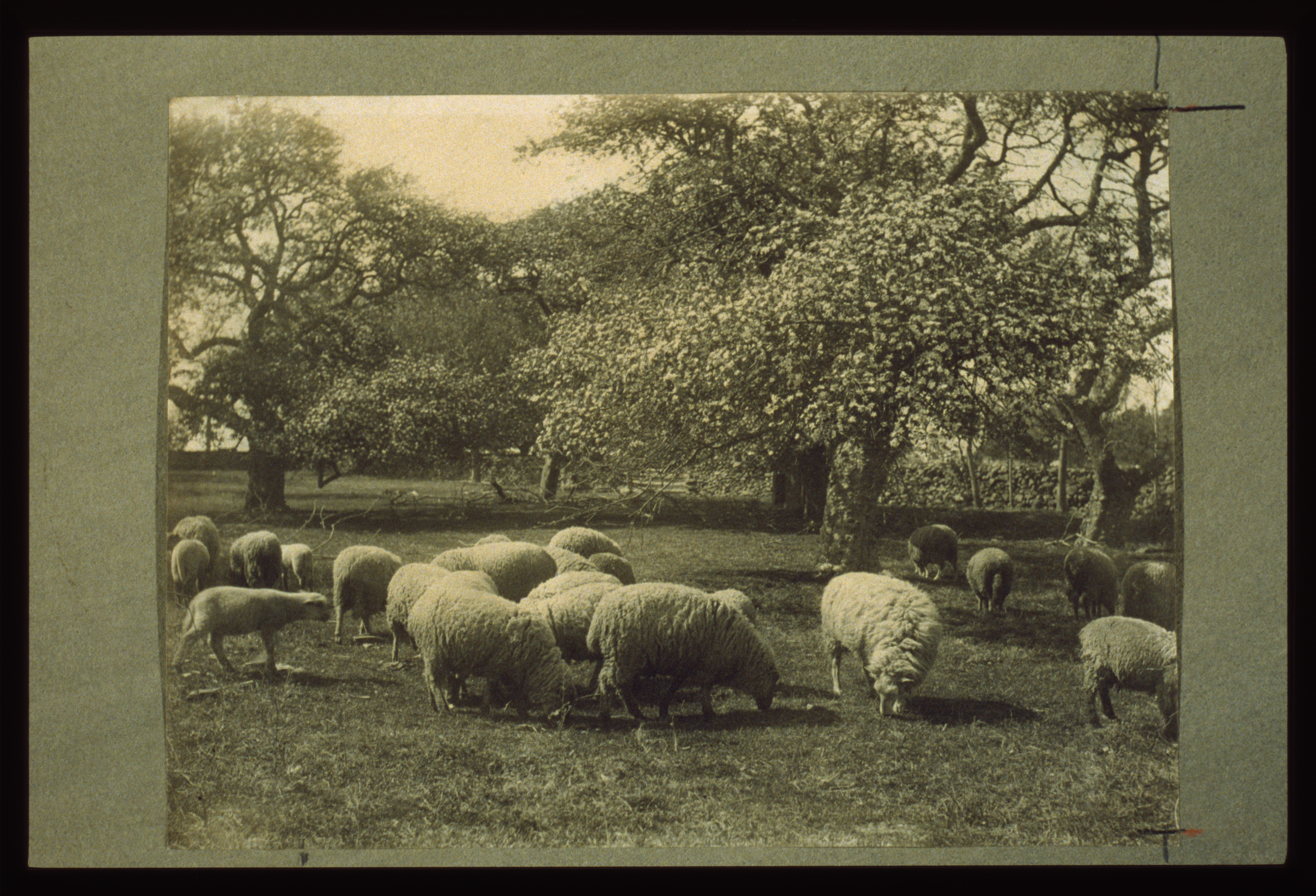
Peace (1897)
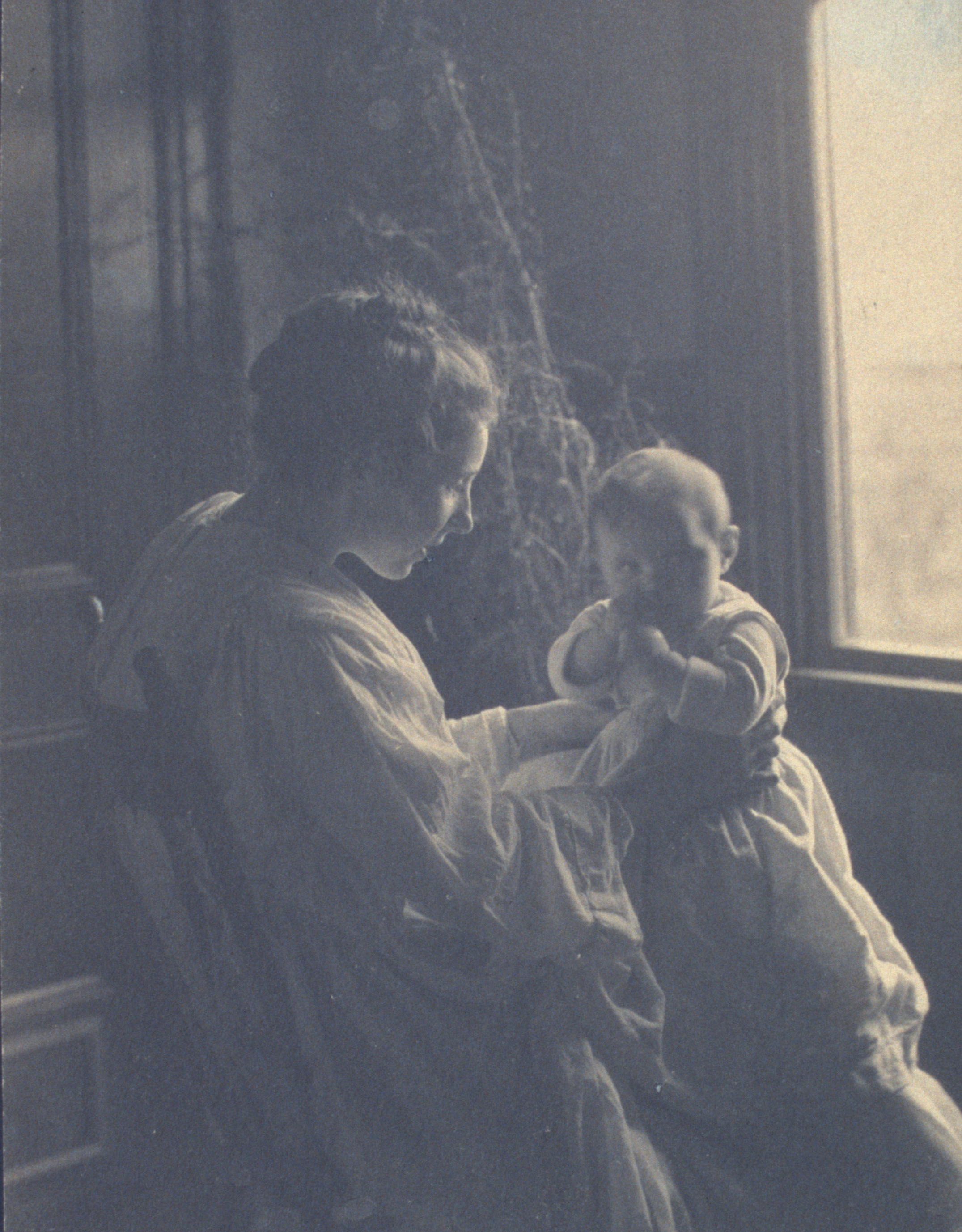
Mother and child (1900)
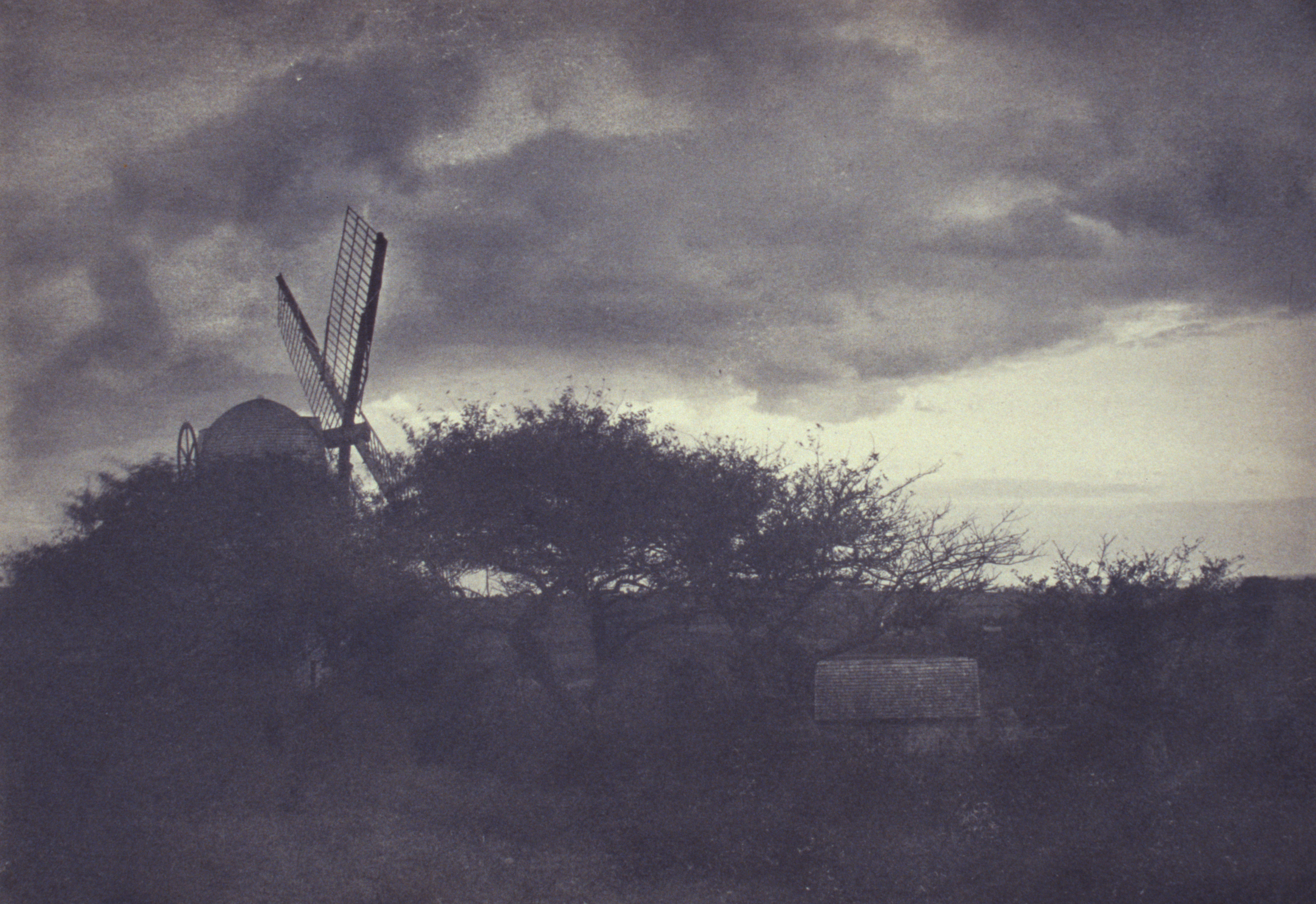
The old mill (1900)
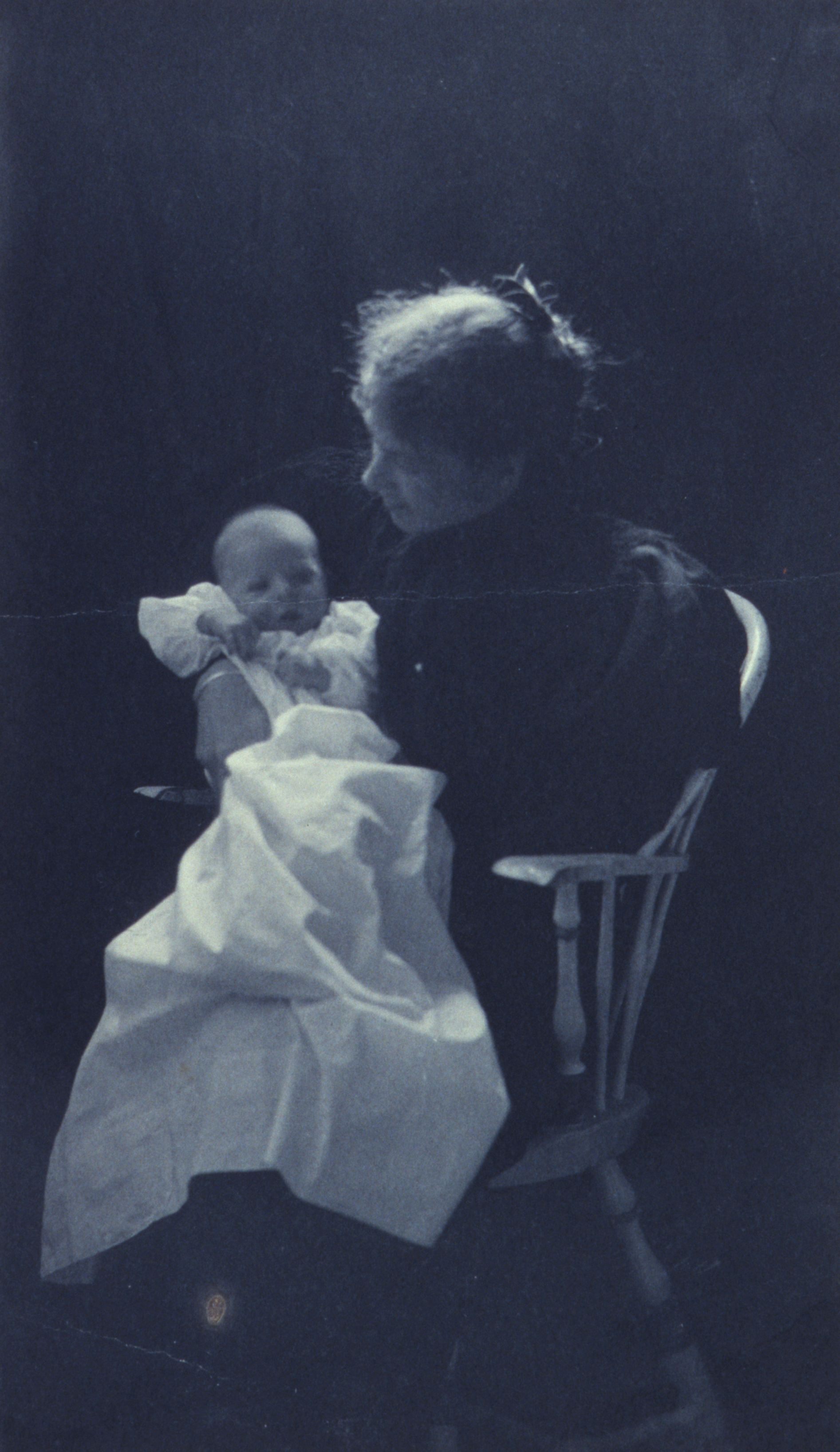
Woman sitting in chair holding an infant (1900)
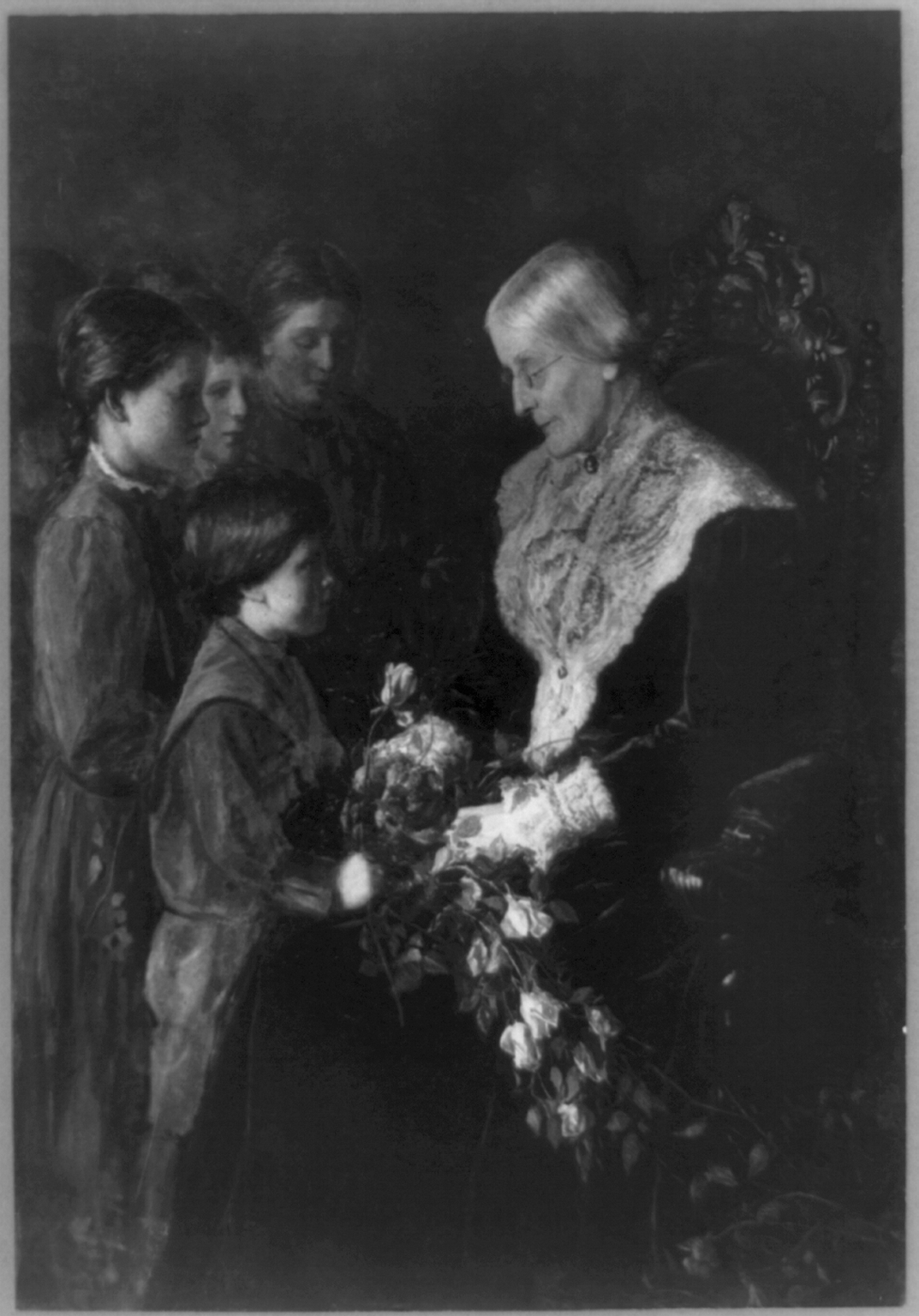
80. narozeniny Susan B. Anthony (1903)
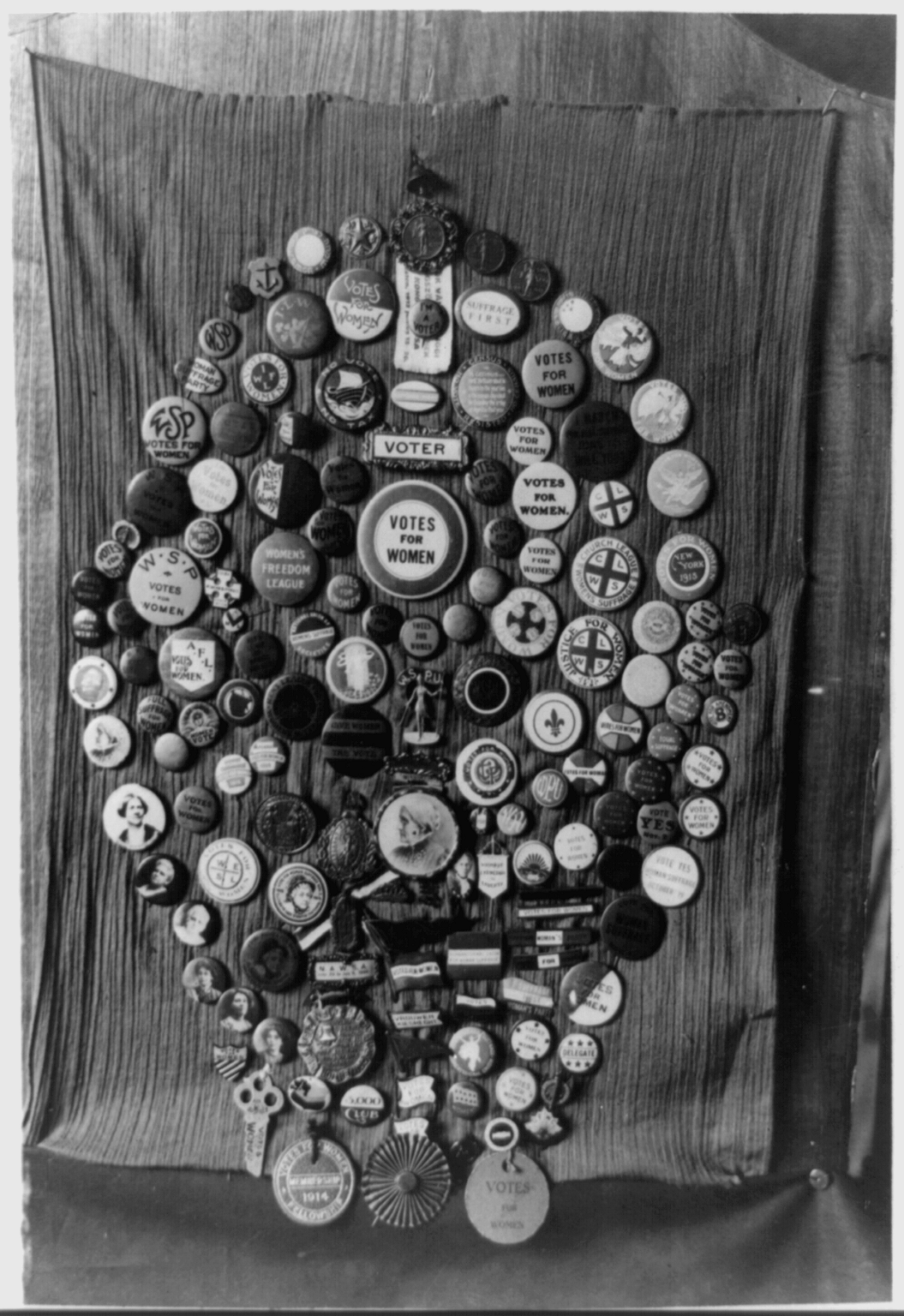
Votes for women buttons by Mrs. Alice Park (1922)

### Výběr z dílaAlexander and some other cats(1929)

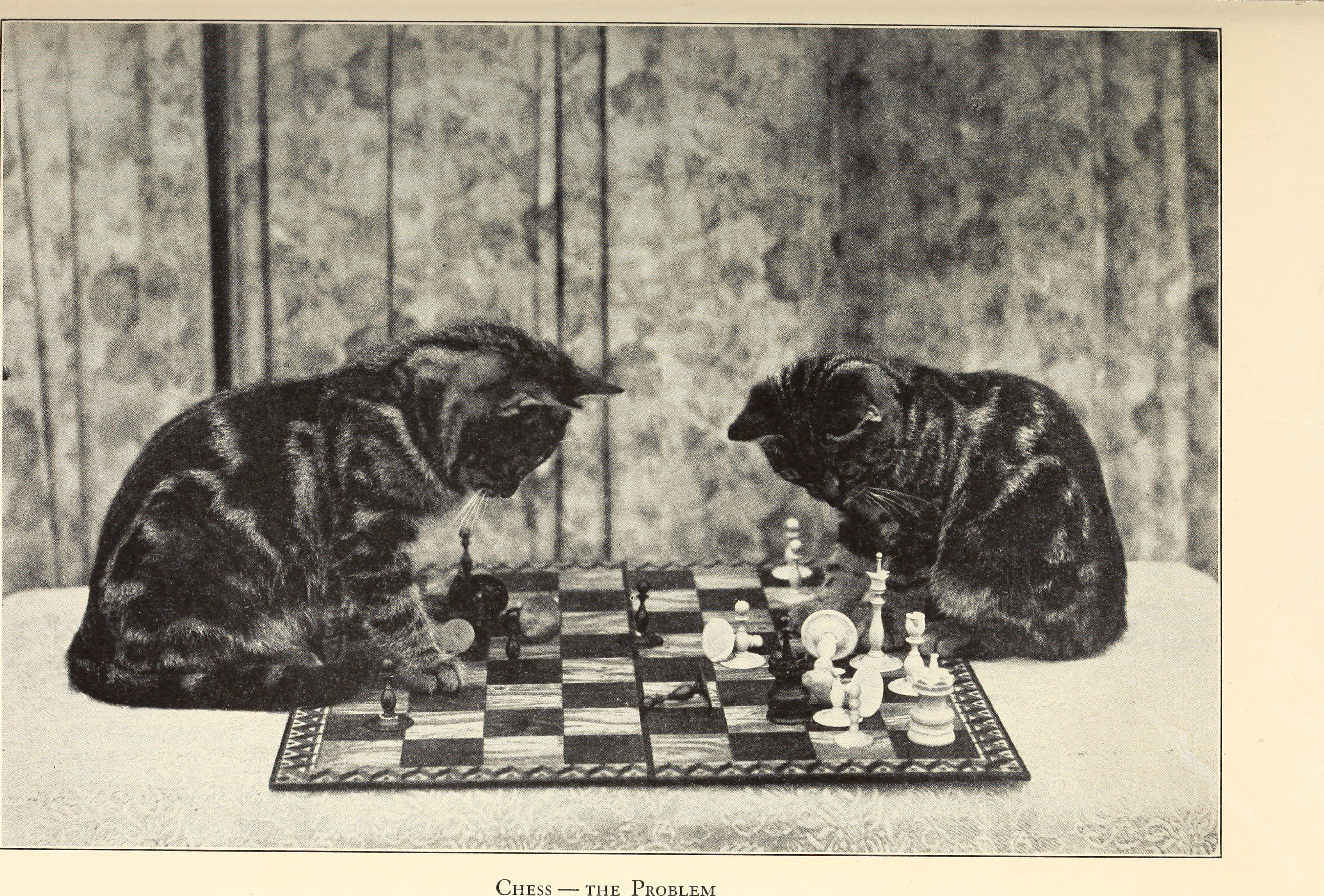
Šachy – problém
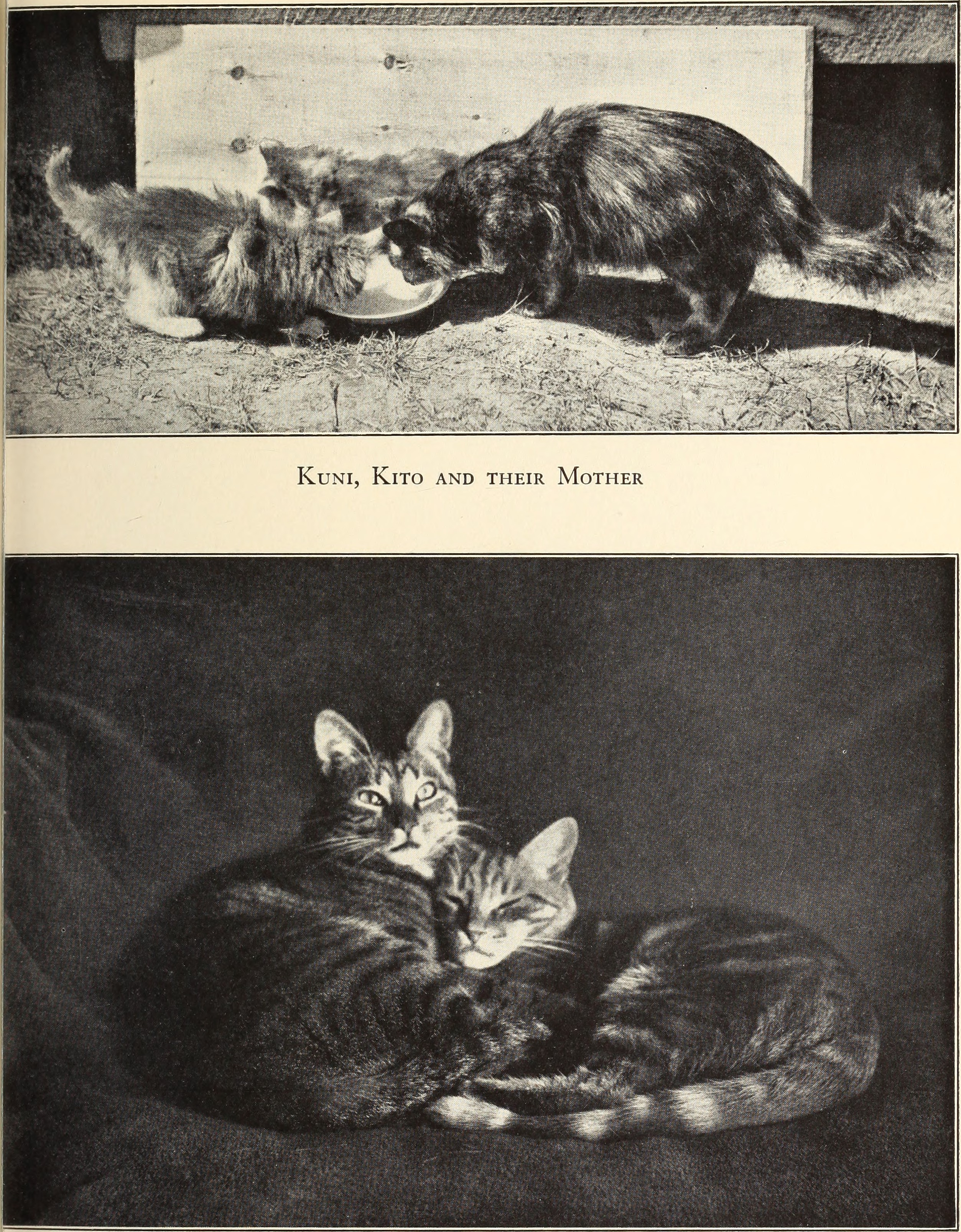
Kuni, Kito a jejich matka
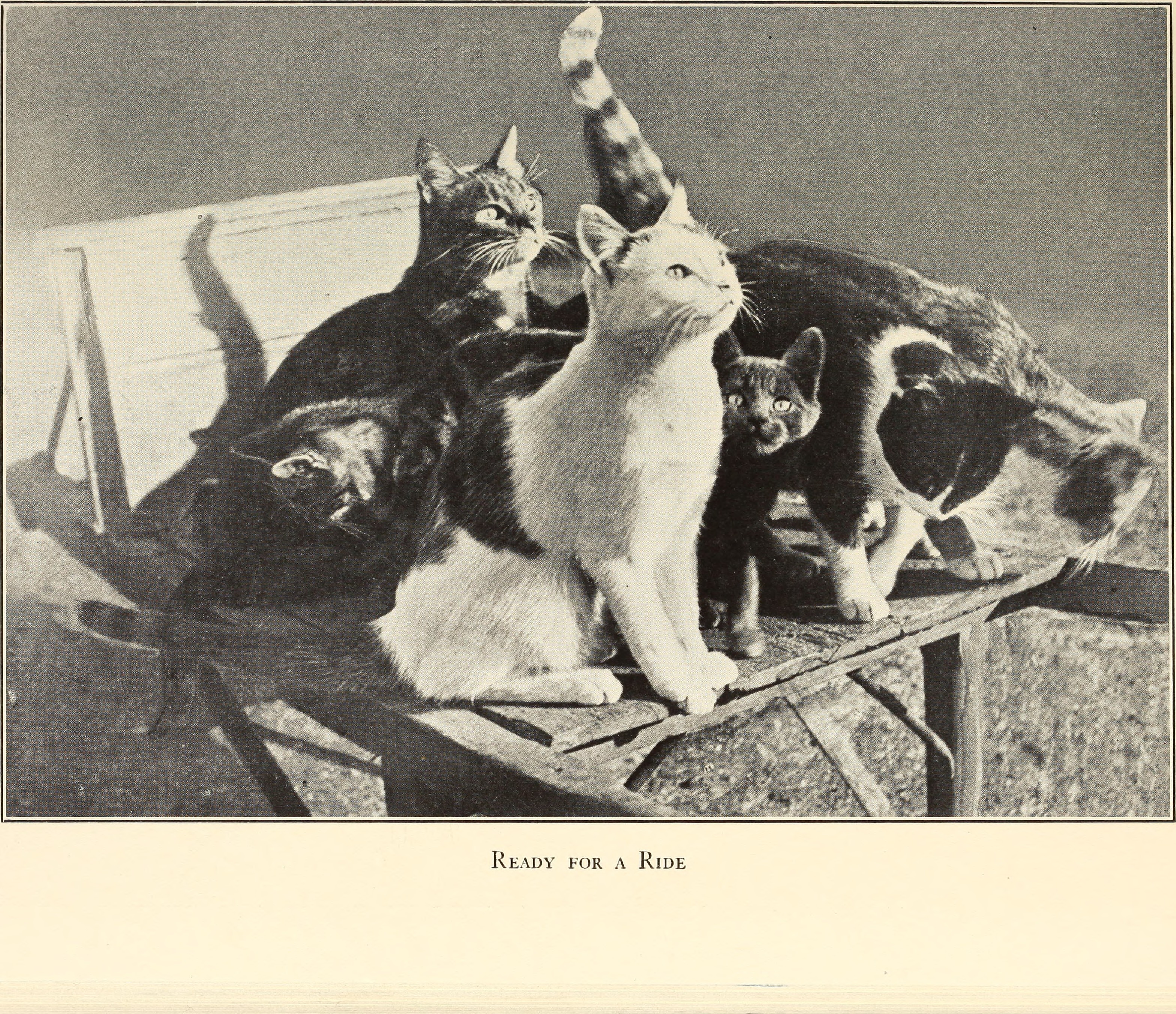
Připraveno k jízdě
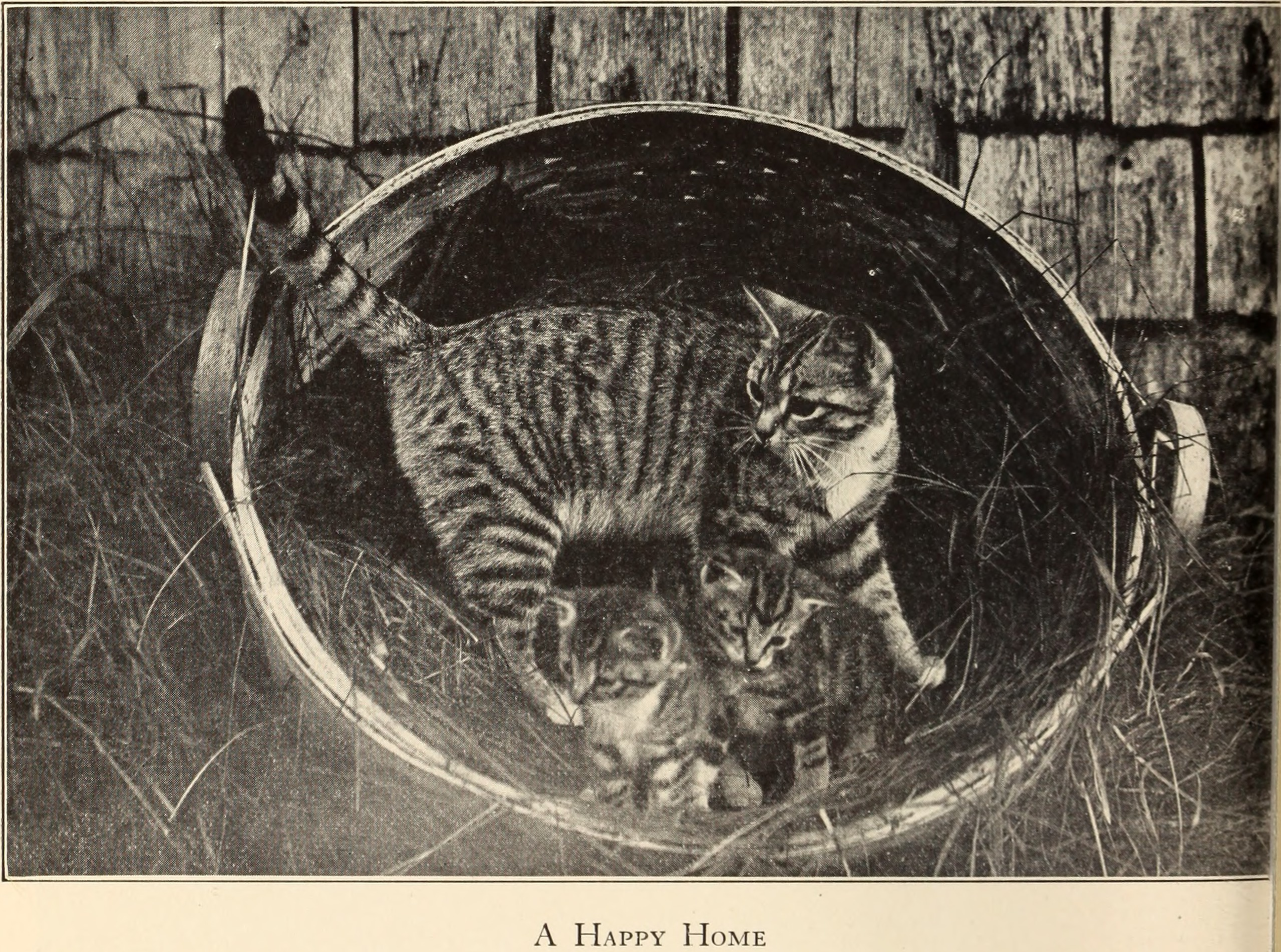
Šťastný domov
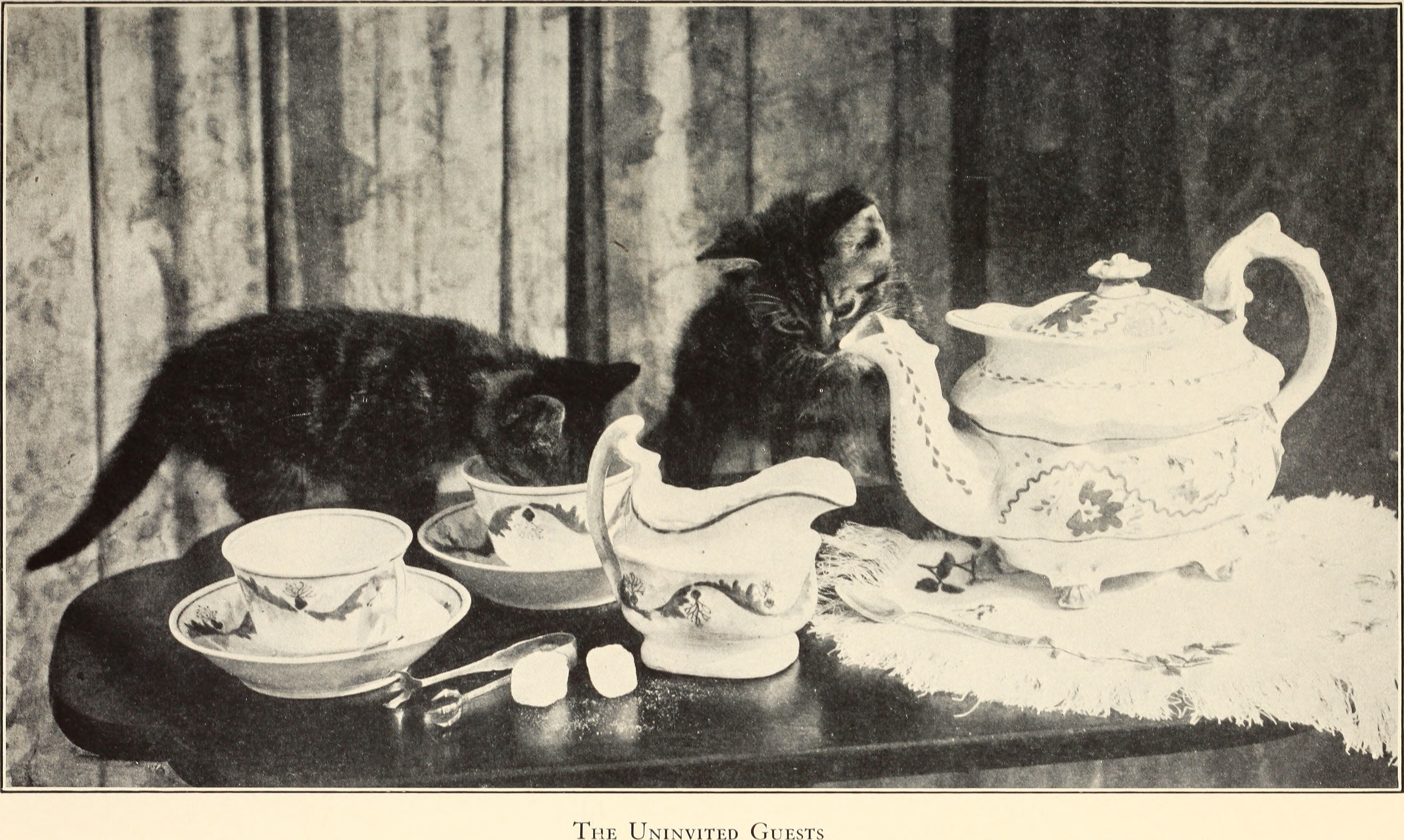
Nezvaní hosté
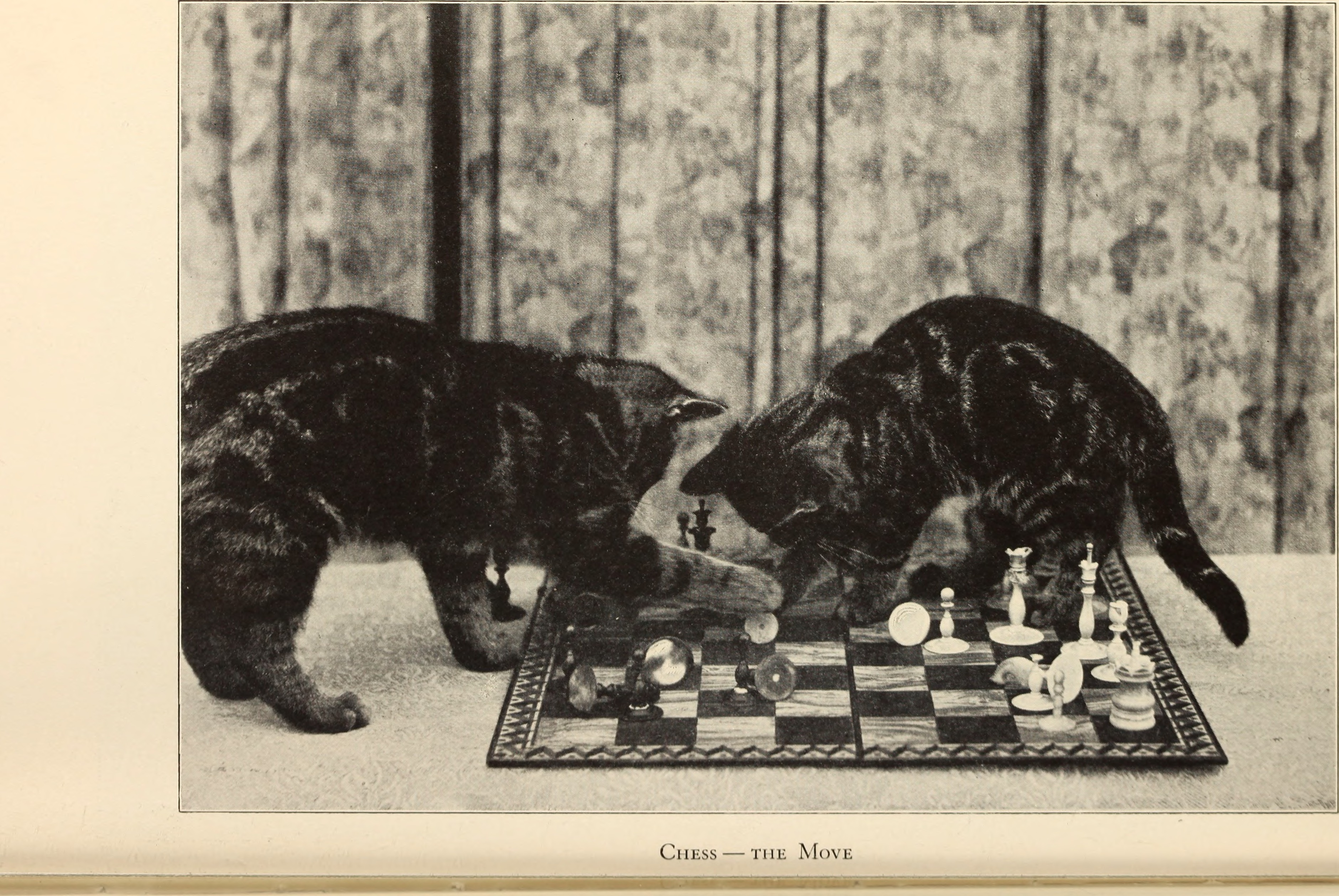
Šachy – tah
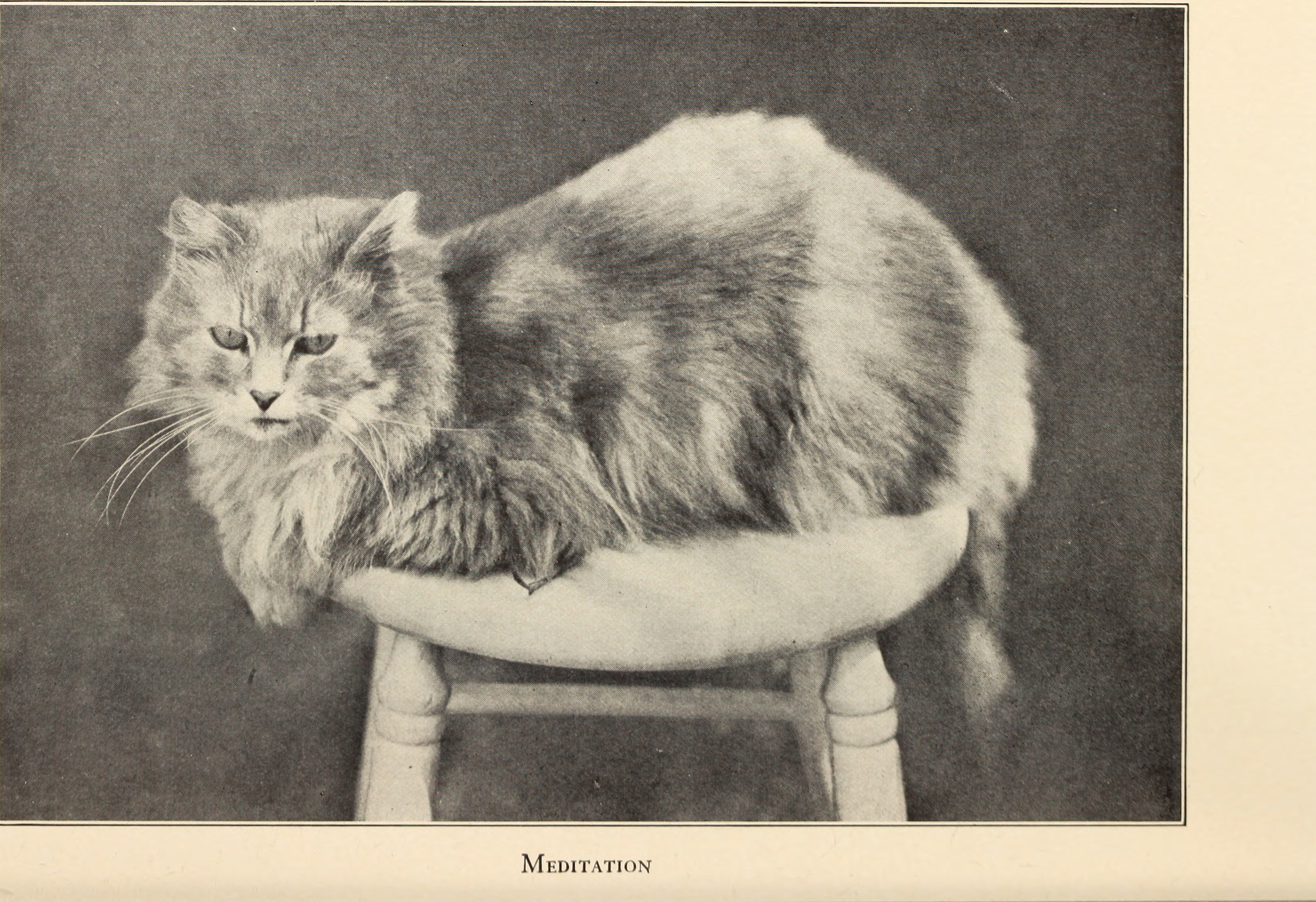
Rozjímání
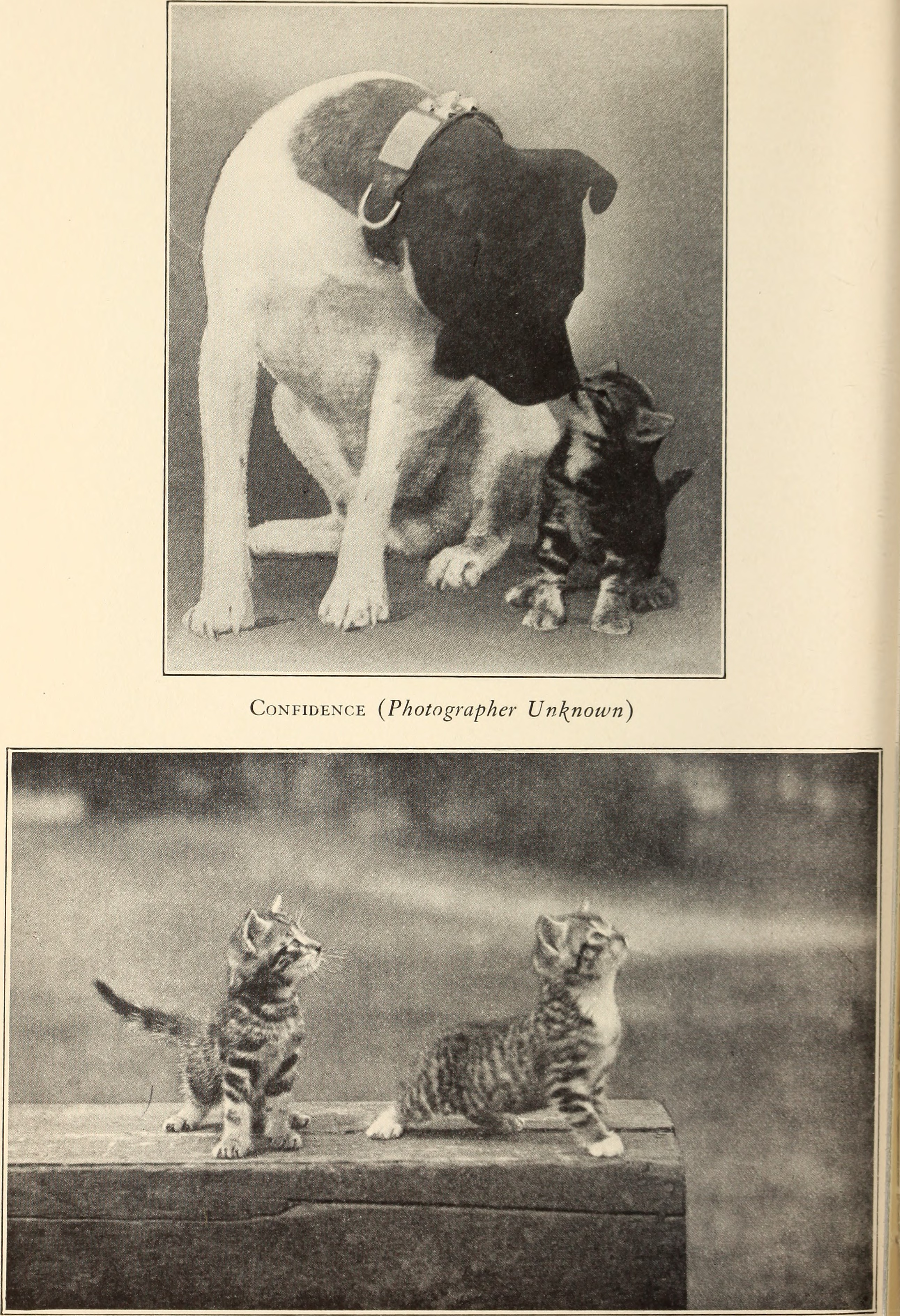
Důvěra
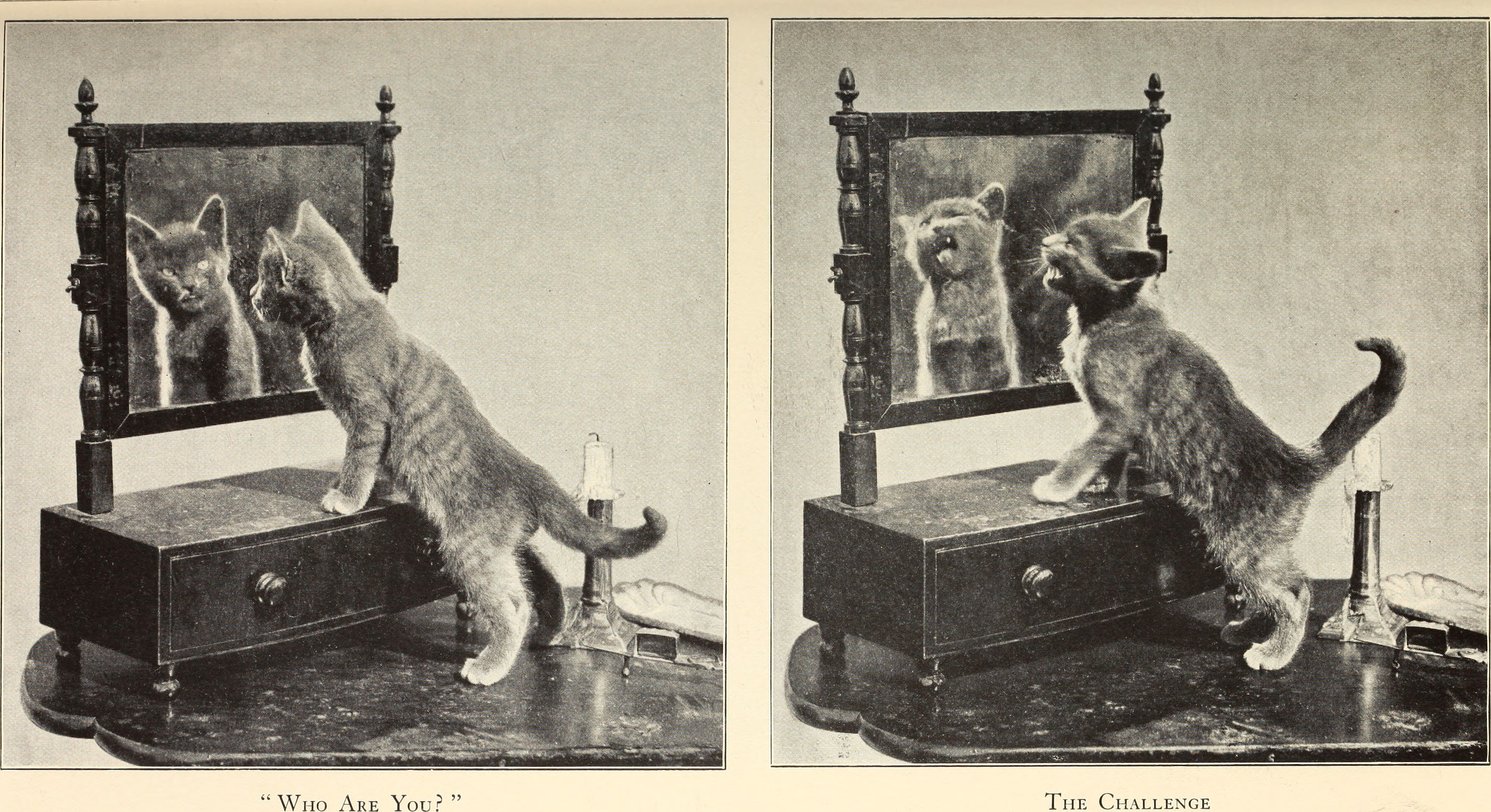
Kdo jsi? / Výzva
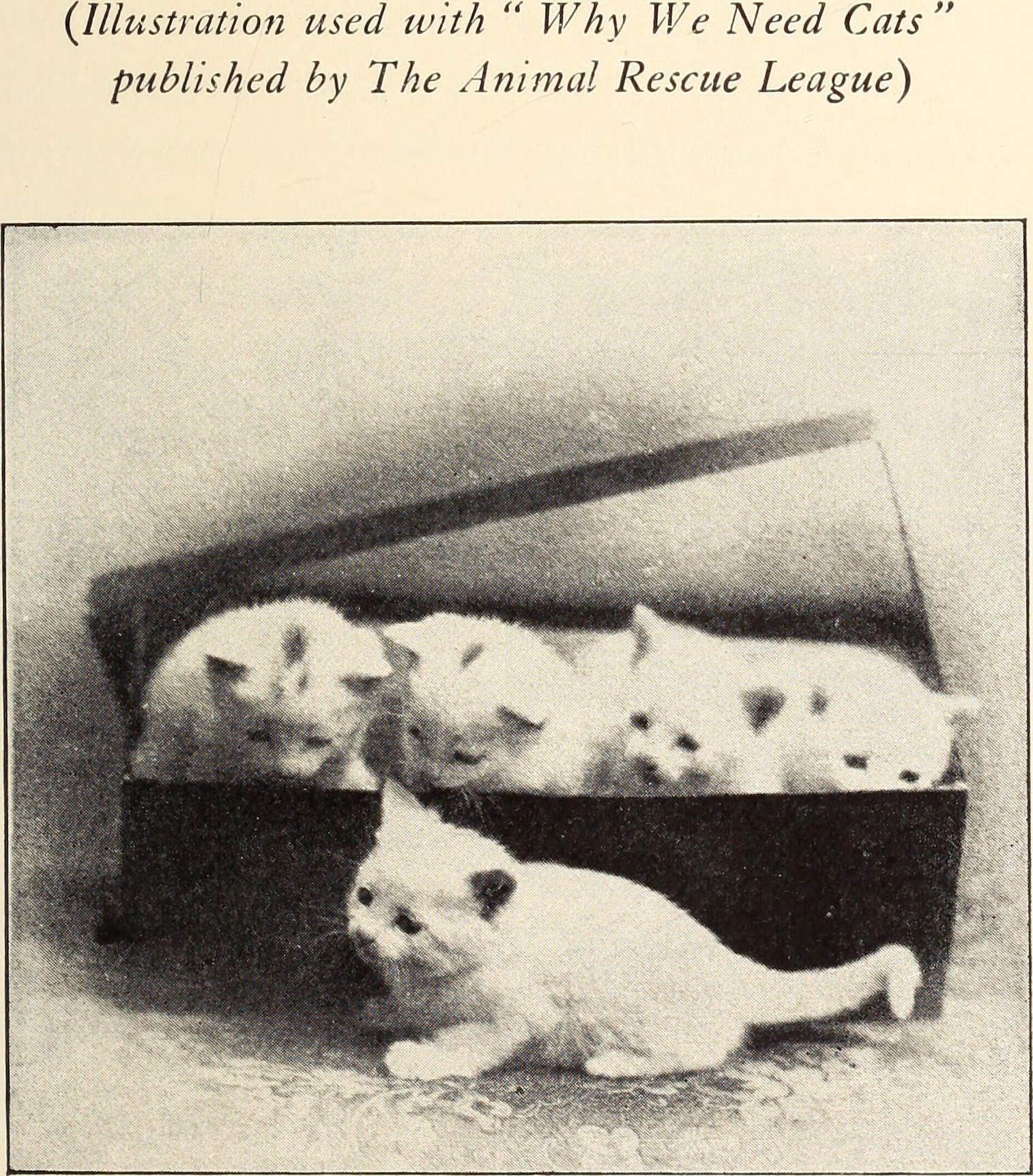
Ilustrace „Proč potřebujeme kočky“ vyd. The Animal Rescue League
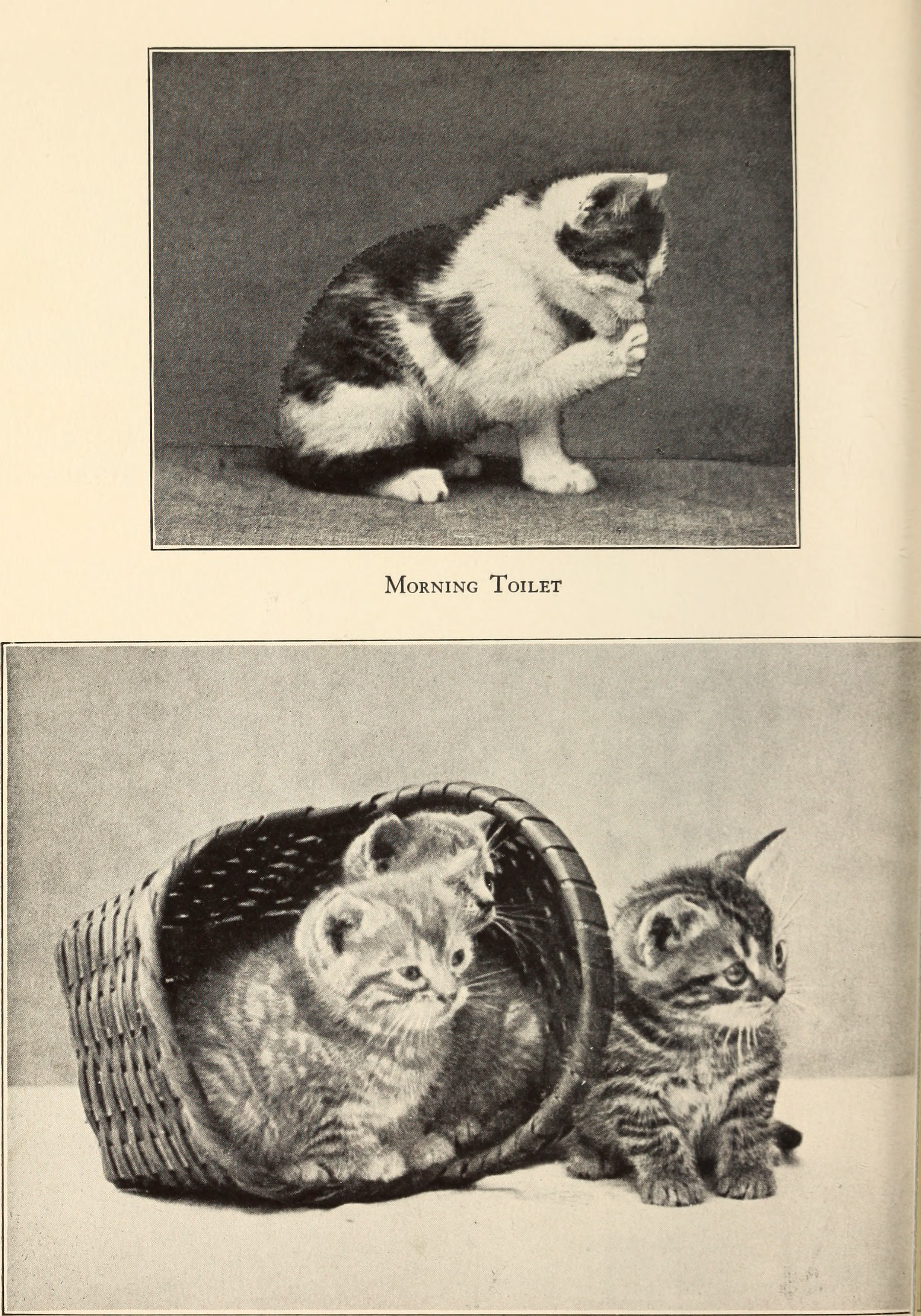
Ranní toaleta
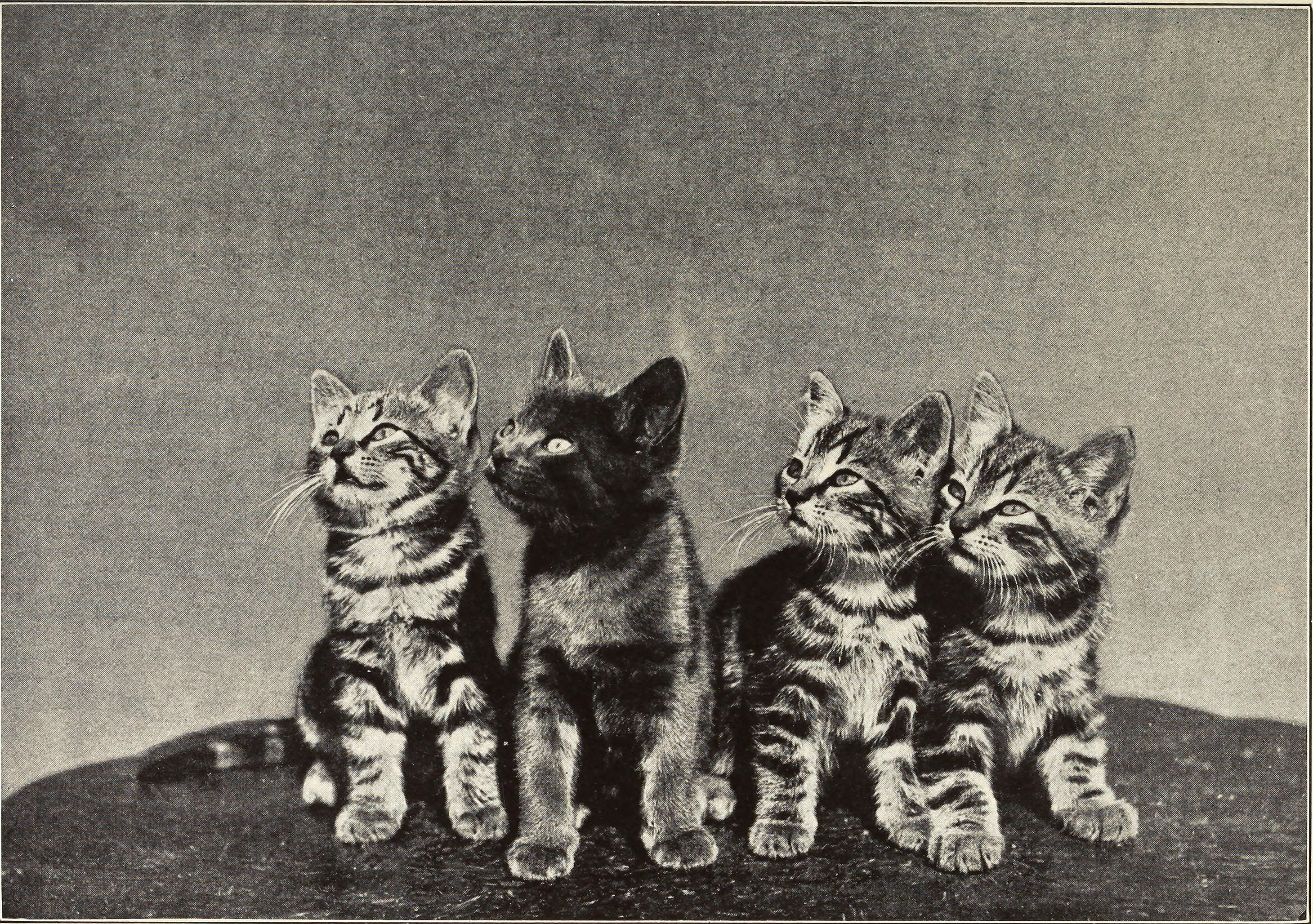
Kvarteto
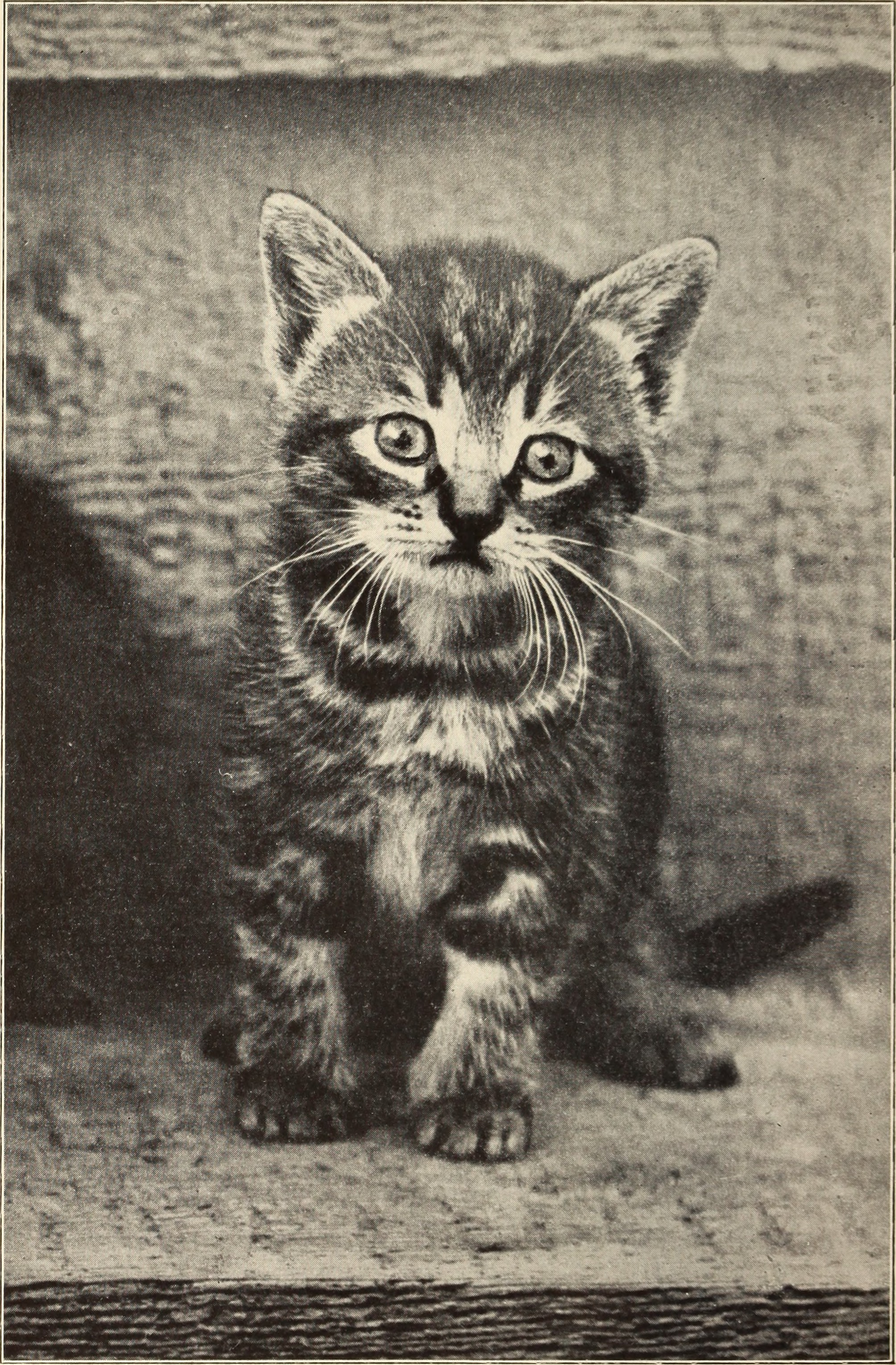
Překvapení
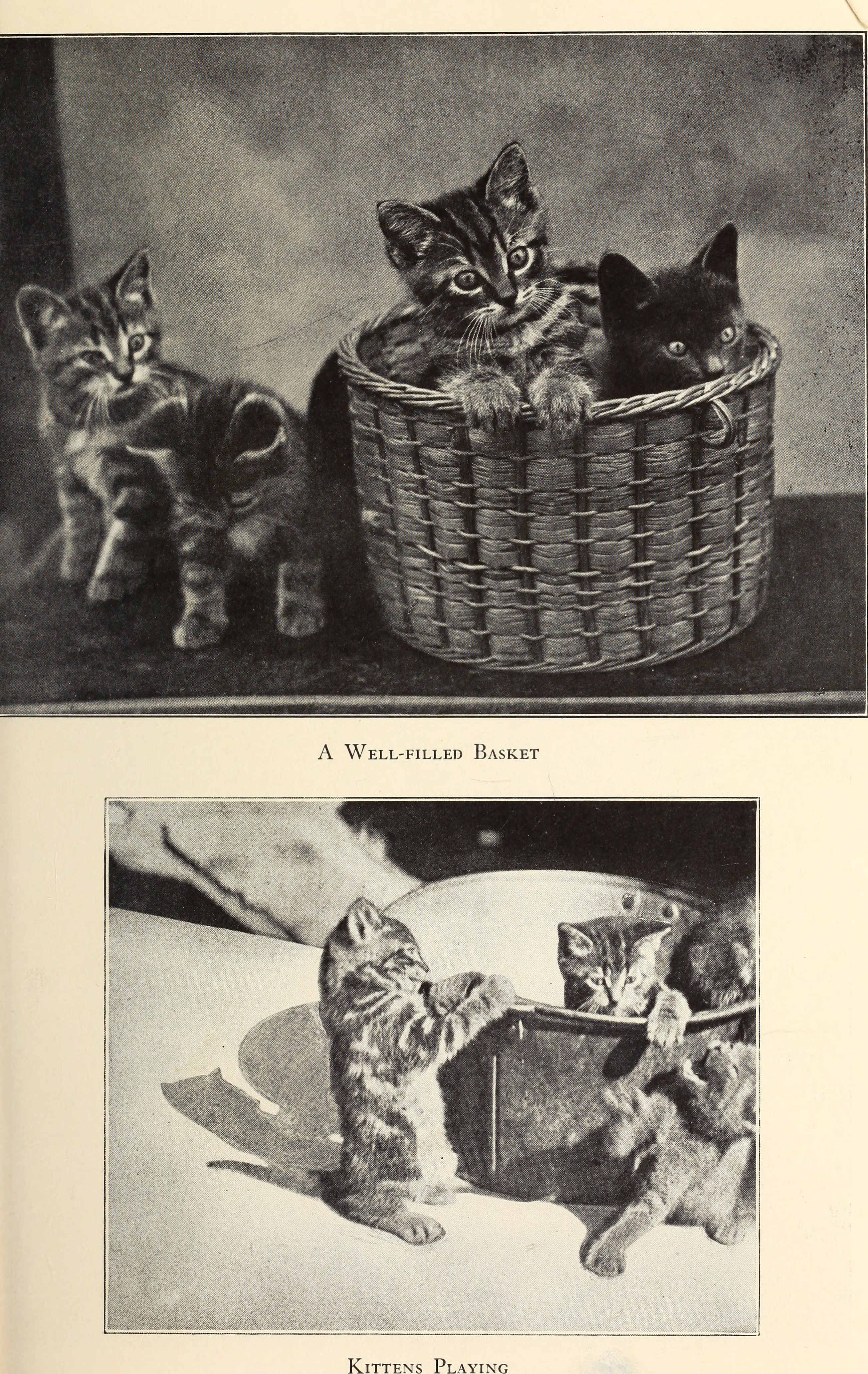
Dobře naplněný koš

## Publikace
- EDDY, Sarah J. Songs of Happy Life For Schools, Homes, and Bands of Mercy. Providence: Art and Nature Study Pub. Co, 1897. Dostupné online. OCLC 863660658
- EDDY, Sarah J. The Robin's Nest. New England Magazine: An Illustrated Monthly.  Boston, Mass.: Warren F. Kellogg, March 1900, roč. New Series, Vol. 22, s. 161–171. Dostupné online. (anglicky)
- EDDY, Sarah J. Friends and Helpers. Boston: Ginn & Co, 1900. Dostupné online. OCLC 463812695. Translated in spanish in Amigos y auxiliares del hombre, Boston : Ginn & Company, 1901. Reading on Hathi Trust.
- EDDY, Sarah J. Alexander and Some Other Cats. Boston: Marshall Jones Co., 1929. Dostupné online. OCLC 44679562
- EDDY, Sarah J. Happy Cats and Their Care. Norwood, Mass: Privately printed by the Plimpton Press, 1938. OCLC 39081170